# Vạn Toàn
Vạn Toàn (chữ Hán giản thể: 万全区) là một quận thuộc địa cấp thị Trương Gia Khẩu, tỉnh Hà Bắc, Cộng hòa Nhân dân Trung Hoa. Quận này có diện tích 1158 ki-lô-mét vuông, dân số năm 1999 là 214.757 người.. Mã số bưu chính của Vạn Toàn là 076250. Thời nhà Thanh lập huyện, năm 1958 nhập vào huyện Hoài An. Mã số điện thoại là 0313, mã hành chính là 130729. Quận này được chia thành 4 trấn và 7 hương.
- Trấn: Khổng Gia Trang, Vạn Toàn, Tẩy Mã Lâm, Quách Lỗi Trang.
- Hương: Thiện Phòng Bảo, Bắc Tân Đồn, Tuyên Bình Bảo, Cao Miếu Bảo, Cựu Bảo, An Gia Bảo, Bắc Sa Thành.